# Kuruluş: Osman
Diriliş: Ertuğrul
Kuruluş: Osman (en français : Établissement : Osman), est une série télévisée turque créée par Mehmet Bozdağ et diffusée depuis le 20 novembre 2019 sur ATV.
Elle retrace l'histoire d'Osman Ier, fondateur de l'Empire ottoman. C'est la suite de la série Diriliş: Ertuğrul (2014-2019), qui était centrée sur la vie d'Ertuğrul, père d'Osman.

## Synopsis
La série illustre les luttes internes et externes d'Osman Ier et comment il établit et contrôle la dynastie ottomane. Elle évoque ses luttes contre l'Empire byzantin et les mongols et comment il mit fin au Sultanat de Roum afin d'établir un État souverain qui se dresserait contre les empires byzantin et mongol et honorerait les Turcs.
La série donne également un aperçu de la vie personnelle des Turcs fondateurs d'Oghuz et de leur cheminement vers l'établissement d'une sultanat. Le personnage d'Osman fait face à de nombreux ennemis et traîtres dans sa quête et le spectacle illustre comment il parvint à surmonter ces obstacles et remplir sa mission avec l'aide de ses fidèles compagnons, sa famille et ses amis.

## Distributions

### Acteurs principaux
- Burak Özçivit : Osman Bey
- Özge Törer (en) : Rabia Bala Hatun
- Ragıp Savaş : Dündar Bey
- Seda Yıldız : Sheikh Edébali
- Yıldız Çağrı Atıksoy : Malhun Hatun (en)
- Emre Basalak : Gündüz Bey
- Nurettin Sönmez : Bamsı Beyrek[2]
- Buse Arslan Akdeniz : Aygül Hatun
- Açelya Özcan : Ayşe Hatun
- Didem Balçın : Selçan Hatun
- Yeşim Ceren Bozoğlu : Hazal Hatun
- Yiğit Uçan : Boran Alp

Photos des acteurs principaux
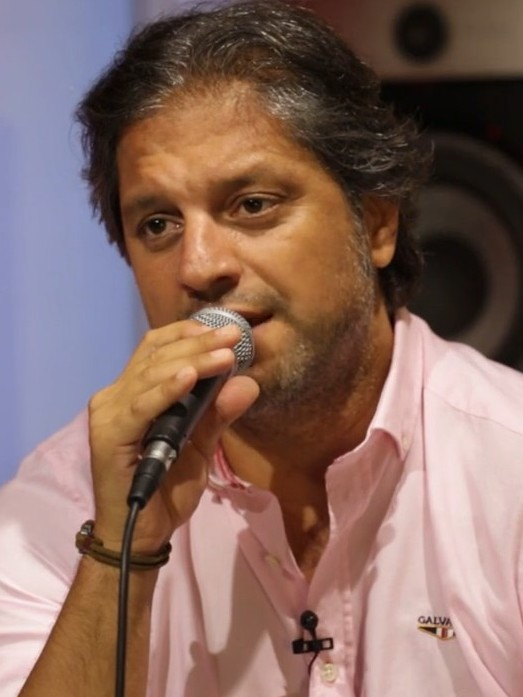
Ragıp Savaş interprète Dündar Bey

### Acteurs récurrents
- Tamer Yiğit : Ertuğrul Gazi
- Aslıhan Karalar : Burçin Hatun
- Ayşegül Günay Demir : Zöhre Hatun
- Emel Dede : Gonca Hatun
- İsmail Hakkı Ürün : Samsa Çavuş
- Alma Terzić : Princesse Sofia
- Ayşen Gürler : Helen
- Saruhan Hünel : Alişar Bey
- Latif Koru : Prince Salvador / Seddiq
- Eren Vurdem : Konur Alp
- Celal Al Nebioğlu : Abdurrahman Gâzi
- Aslıhan Karalar : Burçin Hatun
- Ali Sinan Demir : Tursun Derviş
- Yurdaer Okur : Commandant Balgay
- Burak Çelik : Kongar / Göktug Alp
- Çağrı Şensoy : Cerkutay
- Akbarxo'ja Rasulov : Noyan Subutay
- Kanbolat Görkem Arsalan : Saru Batu Savcı Bey
- TBA : Süleyman Bey
- Yağızkan Dikmen : Bayhoca Bey
- TBA : Aktimur Bey
- Emin Gürsoy : Kumral Abdal
- TBA : Akça Koca
- Ahmet Yenilmez : Demirci Davud
- Umut Karadağ : Muzaffereddin Yavlak Hasan (tr)
- Maruf Otajonov : Gaykhatu
- Erkan Avcı : Aya Nikola
- Seçkin Özdemir : Commandant Flatyos
- Zeynep Tuğçe Bayat : Targun Hatun
- TBA : Hassan Alp
- Cüneyt Arkın : Dede Korkut
- Seray Kaya : Lena Hatun
- Mert Turak : Petrus / Süleyman
- Bahtiyar Engin : David / Çömlekçi İdris
- Zabit Samedov : Gence Bey
- Ömer Ağan : Saltuk Alp
- Fatih Ayhan : Baysungur Alp
- Kaya Demirkiran : Demirbüken Alp
- Kadir Terzi : Kanturali Alp
- Kadir Polatçi : Yaman Alp
- Fatih Osmanlı : Sancar Alp
- Kahraman Sivri : Ariton Üsta
- Ahmet Kılıç : Zülfikar Derviş
- Abidin Yerebakan : Akça Derviş
- Oğuz Kara : Ahmet Alp
- Tekin Temel : Christopher / Abdullah
- Şahin Ergüney : Ömer / Umur Bey
- Şevket Süha Tezel : Epharistos Kalanoz
- Teoman Kumbaracıbaşı : Kara Şaman Togay
- Gözel Rovshanova : Alaca Hatun
- Hazal Benli : Zoya

Photos des acteurs récurrents
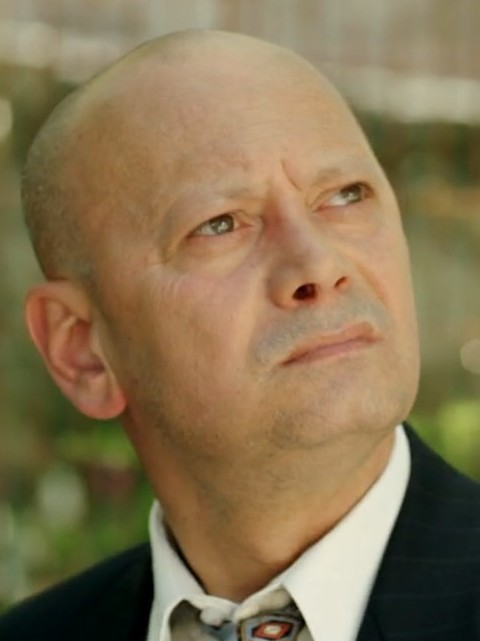
Bahtiyar Engin interprète David / Çömleçki İdris
Zabit Samedov interprète Gence Bey

### Invités
- Ümit Belen : Andronic II Paléologue
- Hasan Üner : Tekfur Aris
- Sezanur Sözer : Eftalya
- Çağlar Yalçınkaya : Sartaç Alp
- Murat Ercanlı : İnal Bey
- Tolga Accaya : Dumrul Alp
- Sezgin Erdemir : Sungurtekin Gazi / Hristo
- Yıldız Kültür : Şifacı Rabi'a Ana
- Kuzey Yücehan : commandant Toni
- Eren Hacısalihoğlu : Batur Alp
- Serkan Tatar : Pehlivan Derviş
- Selin Deveci : Aybüke Hatun
- Tuğrul Çetiner : Efendi Yannis
- Burak Sarımola : Andreas
- Atılgan Gümüş : commandant Böke
- Serhan Onat : Aybars Alp
- Çağkan Çulha : Bahadır Bey
- Abdül Süsler : Kalanoz
- Yaşar Aydınlıoğlu : Tekfur Yorgopolos
- Uğur Aslan : Nizamettin
- Şevket Çapkınoğlu : Megala
- Sercan Sert : Theokoles
- Serdar Gökhan : Suleyman Shah
- Volkan Basaran : Zorba Alp
- Sercan Sert : Theokoles
- Muammer Çagatay keser : Kiliç Alp
- Kani Katkici : Erkut Alp
- Atilla Guzel : Ayaz Alp
- Mete Deran : Çetin Alp
- Hazal Adiyaman : Princesse Adelfa
- Ercan Kabadayi : Bobac Alp
- Mehmet Sabri Arafatoğlu : Demirci Bey
- Eray Turk : Melek
- Gokmen Bayraktar : Kuzgun Bey
- Murat Karak : Şahin Bey
- Nizamettin Özkaya : Alexis
- Alican Albayrak : Huan
- Alper Düzen : Hasan Bey
- Ekrem İspir : Möngke
- Hâzım Körmükçü : Tekfur Alexis
- Funda Güray : Aksu Hatun

## Production
La série est écrite et produite par Mehmet Bozdağ (qui a également écrit et produit Diriliş: Ertuğrul, série qui raconte la vie du père d'Osman, cette série de cinq saisons), est une des séries qui a le plus marché en Turquie, réunissant parfois plusieurs million de téléspectateurs rien qu'en Turquie, la série avait d'ailleurs été exportée dans plusieurs autres pays.
La musique de thème est d'Alpay Göltekin et Zeynep Alasya, cette dernière a composé la musique de la série précédente. Elle est diffusée depuis le 20 novembre 2019 sur ATV en Turquie. L'épisode final de la première saison est diffusé le 24 juin 2020.
À la fin de la série Diriliş: Ertuğrul, le producteur Mehmet Bozdağ avait annoncé adopter le titre provisoire de Diriliş: Osman pour sa prochaine série retraçant l'histoire de l'Empire ottoman.
La chaîne annonce une seconde saison pour fin 2020, à la suite du succès de la première saison. Le 23 septembre 2020, Mehmet Bozdağ a confirmé que le premier épisode de la saison 2 sera diffusé sur ATV le 30 septembre 2020. Le 28 septembre la date de la deuxième saison est repoussée pour le 7 octobre 2020.

### Tournage
La série est préparée pendant six mois à Istanbul. Des leçons d'équitation sont données aux acteurs, tandis que certains acteurs apprirent à manier l'épée. La série est diffusée sans difficultés pendant la Pandémie de Covid-19, le tournage s'étant déroulé avant la crise sanitaire.

## Saisons et épisodes
| Saison | Jours et horaire de diffusion | Début de saison  | Fin de saison | Nombre d'épisode | Année     | Chaîne | Audience moyenne |
| ------ | ----------------------------- | ---------------- | ------------- | ---------------- | --------- | ------ | ---------------- |
| 1      | Mercredi 20 h                 | 20 novembre 2019 | 24 juin 2020  | 27               | 2019-2020 | ATV    | 12,67,           |
| 2      | Mercredi 20 h                 | 7 octobre 2020   | 23 juin 2021  | 37               | 2020-2021 | ATV    |                  |
| 3      | Mercredi 20 h                 | 6 octobre 2021   | 15 juin 2022  | 34               | 2021-2022 | ATV    |                  |
| 4      | Mercredi 20 h                 | 5 octobre 2022   | 14 juin 2023  | 32               | 2022-2023 | ATV    |                  |
| 5      | Mercredi 20 h                 | 4 octobre 2023   | en cours      | 21               | 2023-2024 | ATV    |                  |

## Accueil

### Critiques
La série a connu un bon succès, sur IMDb elle a eu une note de 7,5⁄10 sur 678 critiques récolté.

### Audiences
La série a été bien accueilli en Turquie. En décembre 2019, elle a attiré un record de téléspectateurs sur ATV, dans sa quatrième week-end de diffusion, le 4e épisode de la série a enregistré une cote de 14,46 millions.
La série a attiré un record de téléspectateurs sur ATV, dans le 42e épisode, a été la production la plus regardée de mercredi soir, avec 13,36 % d'audience et 26,66 % de part de visionnage dans la catégorie All People. La série la plus regardée sur les écrans, a laissé son empreinte sur les cotes d'audiences et les réseaux sociaux avec son 42e épisode plein d'enthousiasme.
La conversation entre Bamsı Bey et Cerkutay autour du prophète Mahomet dans le 42e épisode de la série était également au centre de la conversation sur les réseaux sociaux, elle a été déclarée "touchante" par les fans.
| Saison | Nombre d’épisodes | Diffusion originale | Diffusion originale | Diffusion originale | Diffusion originale            |
| Saison | Nombre d’épisodes | Années              | Début de saison     | Fin de saison       | Audience moyenne (en millions) |
| 1      | 27                | 2019-2020           | 20 novembre 2019    | 24 juin 2020        | 12.67,                         |
| 2      | 37                | 2020-2021           | 7 octobre 2020      | 23 juin 2021        |                                |
| 3      | 34                | 2021-2022           | 6 octobre 2021      | 15 juin 2022        |                                |
| 4      | 31                | 2022-2023           | 5 octobre 2022      | En cours            |                                |
| ------ | ----------------- | ------------------- | ------------------- | ------------------- | ------------------------------ |